# I Need My Girl
I Need My Girl is een nummer van de Amerikaanse alternatieve rockband The National uit 2013. Het is de vijfde single van hun zesde studioalbum Trouble Will Find Me.
Hoewel het nummer pas in 2014 werd uitgebracht als single op de Amerikaanse en Britse radio, verscheen het elders in Europa in november 2013 al als promotiesingle. De single bereikte enkel in België de hitlijsten. Het behaalde een bescheiden 34e positie in de Vlaamse Ultratop 50.

## NPO Radio 2 Top 2000
| Nummer met noteringen in de NPO Radio 2 Top 2000 | '23  | '24  |
| ------------------------------------------------ | ---- | ---- |
| I Need My Girl                                   | 1802 | 1738 |

1. ↑  Een vetgedrukt getal geeft de hoogste notering aan.
2. ↑  2023 was het eerste jaar met een notering voor dit nummer.